# Margaret Murdock
Margaret Murdock (n. 25 august 1942, Topeka, Kansas, SUA) este o infirmieră ce a reprezentat Statele Unite ale Americii, medaliată olimpică. A participat la o ediție a Jocurilor Olimpice (1976) în care a câștigat o medalie de argint.

## Participări
Lista de mai jos prezintă principalele competiții la care a participat Margaret Murdock de-a lungul carierei.
- shooting at the 1976 Summer Olympics – mixed 50 metre rifle three positions[*]